# Erzbistum Bukavu
Das Erzbistum Bukavu (lateinisch Archidioecesis Bukavuensis, französisch Archidiocèse de Bukavu) ist eine in der Demokratischen Republik Kongo gelegene römisch-katholische Erzdiözese mit Sitz in Bukavu.

## Geschichte

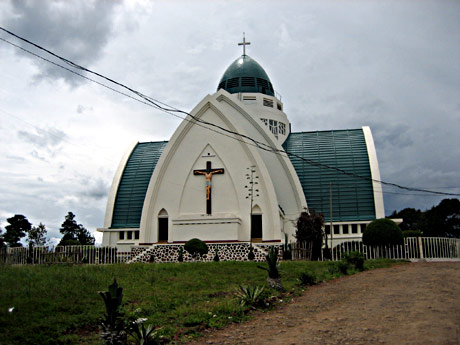
Kathedrale Notre-Dame de la Paix in Bukavu

Das Erzbistum Bukavu wurde am 26. Dezember 1929 durch Papst Pius XI.  mit der Apostolischen Konstitution Vestigiis Decessores aus Gebietsabtretungen des Apostolischen Vikariates Congo superiore als Apostolisches Vikariat Kivu errichtet. Am 10. Januar 1952 gab das Apostolische Vikariat Kivu Teile seines Territoriums zur Gründung des Apostolischen Vikariates Kasongo ab. Das Apostolische Vikariat Kivu wurde am 10. Januar 1952 in Apostolisches Vikariat Costermansville umbenannt. Am 6. Januar 1954 wurde das Apostolische Vikariat Costermansville in Apostolisches Vikariat Bukavu umbenannt. Das Apostolische Vikariat Bukavu gab am 30. Juni 1959 Teile seines Territoriums zur Gründung des Apostolischen Vikariates Goma ab.
Am 10. November 1959 erließ Papst Johannes XXIII. die Apostolischen Konstitution Cum parvulum, mit der er die Jurisdiktionen im damaligen Belgisch-Kongo im Blick auf die bevorstehende Unabhängigkeit neu ordnete und die sechs Kirchenprovinzen schuf, die bis heute bestehen (Stand 2025). Dabei wurde unter anderem das Apostolische Vikariat Bukavu zum Erzbistum erhoben. Das Erzbistum Bukavu gab am 16. April 1962 Teile seines Territoriums zur Gründung des Bistums Uvira ab.

## Ordinarien

### Apostolische Vikare von Kivu
- Edoardo Luigi Antonio Leys MAfr, 1930–1944
- Richard Cleire MAfr, 1944–1952, dann Apostolischer Vikar von Kasongo

### Apostolische Vikare von Costermansville
- Xavier Geeraerts MAfr, 1952–1954

### Apostolische Vikare von Bukavu
- Xavier Geeraerts MAfr, 1954–1957
- Louis Van Steene MAfr, 1957–1959

### Erzbischöfe von Bukavu
- Louis Van Steene MAfr, 1959–1965
- Aloys Mulindwa Mutabesha Mugoma Mweru, 1965–1993
- Christophe Munzihirwa Mwene Ngabo SJ, 1995–1996
- Emmanuel Kataliko, 1997–2000
- Charles Kambale Mbogha AA, 2001–2005
- François-Xavier Maroy Rusengo, seit 2006

## Entwicklung der Mitgliederzahl
Der Anteil der Katholiken an der Gesamtbevölkerung des Erzbistums stieg von 9,7 % im Jahr 1950 auf 41,5 % im Jahr 2018.